# Thymologie
Als Thymologie (von griechisch θυμός (thymos) „Zorn“ und λόγος (logos) „Wort“) bezeichnet man die wissenschaftliche Lehre der Gemütszustände.